# ドヴィ・エルリー
ドヴィ・エルリー（Devy Erlih, 1928年11月5日 - 2012年2月7日）は、フランスのヴァイオリニスト。
パリの生まれで家族がユダヤ系モルドバ人の家系である。

## 略歴
パリ音楽院でジュール・ブーシュリに学び、プルミエ・プリを得て卒業。
1955年のロン＝ティボー国際音楽コンクールのヴァイオリン部門で優勝し、ソリストとしての活動を始めた。
1968年にマルセイユ音楽院の教授となり、1973年にはマルセイユ・ゾリスデンを設立した。1977年のマルセイユのプロヴァンス室内楽センターの監督職を経て1982年に母校であるパリ音楽院の教授に就任。
1995年以後は、パリのエコール・ノルマル音楽院で後進の指導に当たった。
2012年2月7日火曜日の朝、勤め先のエコール・ノルマル音楽院へ向かう途中、パリの10区でトラックに跳ねられて事故死した。